# 郑晓年
郑晓年（1960年11月—），男，汉族，浙江海宁人，中国科学技术管理专家，曾任中国科学院条件保障与财务局局长，中国科学院国家天文台副台长、党委副书记，中国天文学会副理事长。